# Comilla (distrito)
Comilla (কুমিল্লা, em bengali) é um distrito localizado a 100 quilômetros à sudeste de Daca, na divisão de Chatigão, no Bangladexe. Sua capital é a cidade de Comilla.

## Geografia
O distrito possui uma área total de 3,085,17 km². Limita-se ao norte com os distritos de Brahmanbaria e Narayanganj; ao sul, com os distritos de Noakhali e Feni; à leste, com o estado indiano de Tripurá; e à oeste, com os distritos de Munshiganj e Chandpur.
A temperatura média anual máxima é de 34,3 °C e a mínima é de 12,7 °C. A precipitação média anual de chuvas é de 2551 mm.
Os principais rios do distrito são o Meghna, Gumti e Dakatia.

## Educação
Entre as instituições educacionais, destacam-se as seguintes:
- University of Comilla
- Comilla Medical College
- Victoria Govt. College
- Comilla Cadet College
- Lalmi College
- Barura Govt. College
- Comilla Govt. College
- Comilla Women College
- Comilla Zilla School
- Nowab Foyzunnessa Govt. Girls' High School
- Comilla High School
- Shilmuri R.R. High School
- Faizunnessa Girls High School
- Yusoof High School
- Ispahani Public School & College
- Iswar Pathshala
- Our Lady Of Fatima Girl's High School
- Harun Municipality Primary School